# 고토엔역
고토엔역(일본어: 甲東園駅, こうとうえんえき)은 일본 효고현 니시노미야시에 있는 한큐전철 이마즈 선의 역이다. 역 번호는 HK-24이다.

## 역사
- 1922년 6월 1일: 한신 급행전철(후, 한큐전철) 사이호 선의 고바야시 ~ 몬도야쿠진 역 구간에 신설 개통. 지주의 토지 제공으로 신설되었다. 교상역화 전에는 지하에 개찰구가 있었다.
- 1926년 12월 18일: 사이호 선이 이마즈 선으로 명칭 변경.
- 1998년 4월 29일: 교상역사화.
- 2013년 12월 21일: 역 번호(HK-24) 도입.

## 역 구조
상대식 승강장 2면 2선의 지상역에서 교상역사를 갖는다. 분기기, 절대 신호가 없어 정류장으로 분류된다. 역사는 통로의 주변 건물과 직결되므로 직접 도로로 나오지 못한다. 개찰구는 2개 있는데, 이 중 1개는 다카라즈카 방면의 엘리베이터만 사용할 수 있는 형태이다.
한신・아와지 대지진 때에 재해를 입고, 이후 개수되었다. 주변 시설에 맞추어 한신 간 모더니즘을 의식한 역사 디자인을 채용하고 있다.

### 승강장
| 서측 | ■ 이마즈 선(하행) | 다카라즈카・니가와・가와니시노세구치・미노오 방면 |
| 동측 | ■ 이마즈 선(상행) | 니시노미야키타구치・오사카・고베・이마즈 방면     |

## 역 주변
역의 고토엔에는 재계인, 문화인의 저택도 많고 니시노미야나나엔의 하나로 한신 간 고급 주택가 모퉁이를 구성한다. 본 역의 남쪽을 산요 신칸센이 통과하고 있다. 한신・아와지 대지진 때는 신칸센의 고가교보의 낙하로 이마즈 선 불통의 원인이 되었다.
- 간세이 가쿠인 대학 니시노미야 우에가하라 캠퍼스
- 간세이 가쿠인 중학부・고등부
- 효고 현립 니시노미야 고등 학교
- 니가와 가쿠엔 중・고등학교
- 호토쿠 가쿠엔 중・고등학교
- 니시노미야 시립 고료 중학교
- 니시노미야 시립 단조니시 초등학교
- 고토 유치원
- KOHYO 고토엔점
- 코프 고베 고토히가시엔
- 니시노미야 가르멜회 수녀원
- 일본기독교단 고토 교회
- 산요 신칸센 기념 공원
- 몬도텐진사
- 앱 고토 - 역 서쪽의 합동 빌딩이고 역사는 육교에서 접속한다.
- 공익재단법인 에가와 미술관
- 니시노미야 시 소방국 가와라기 소방서 고토 분소
- 니시노미야 고토엔 우체국
- 니시노미야 단조 우체국
- 한신 수도 기업단 고토 사업소
- 미쓰이스미토모 은행 고토 지점

## 사진

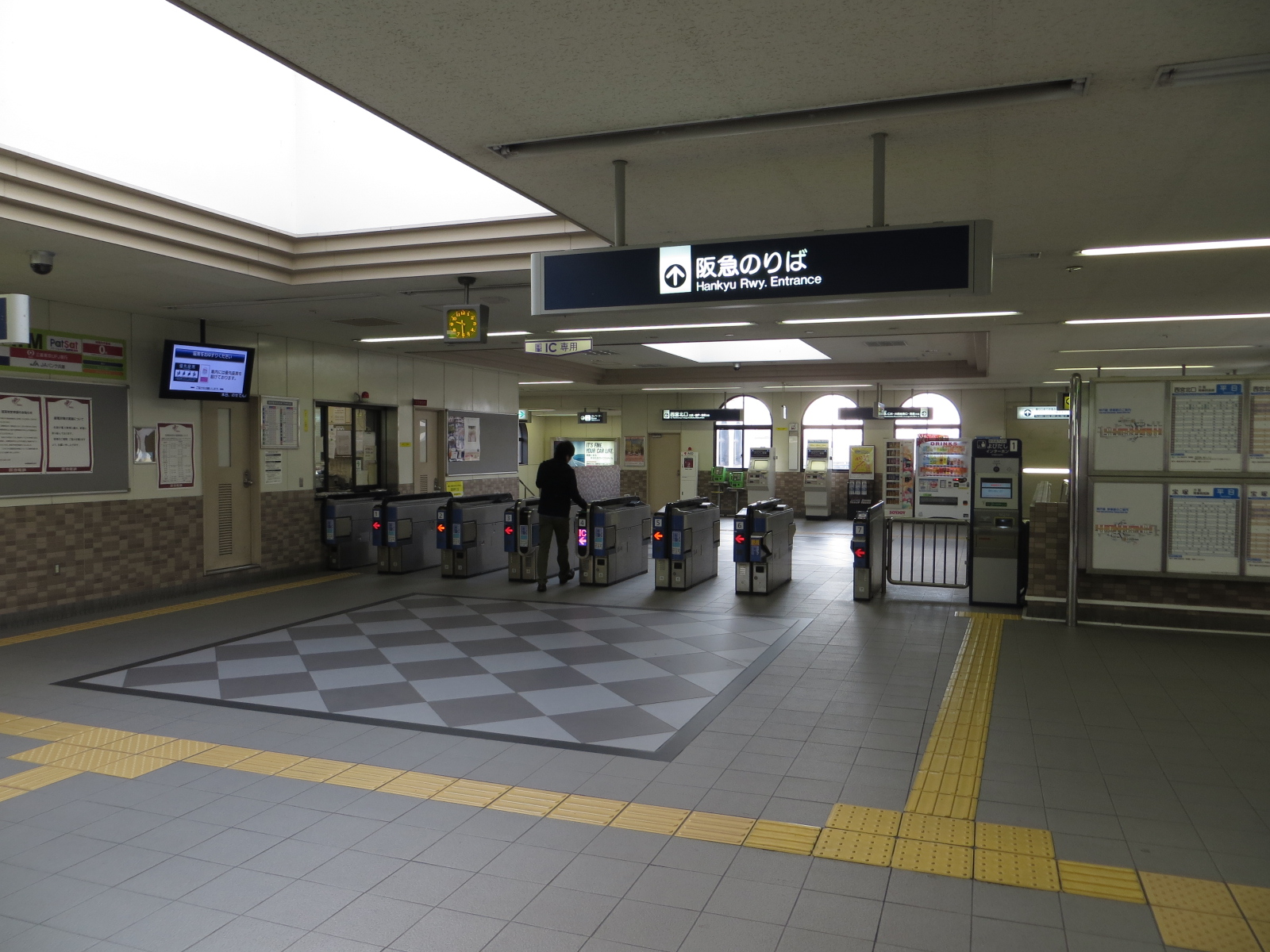
개찰구
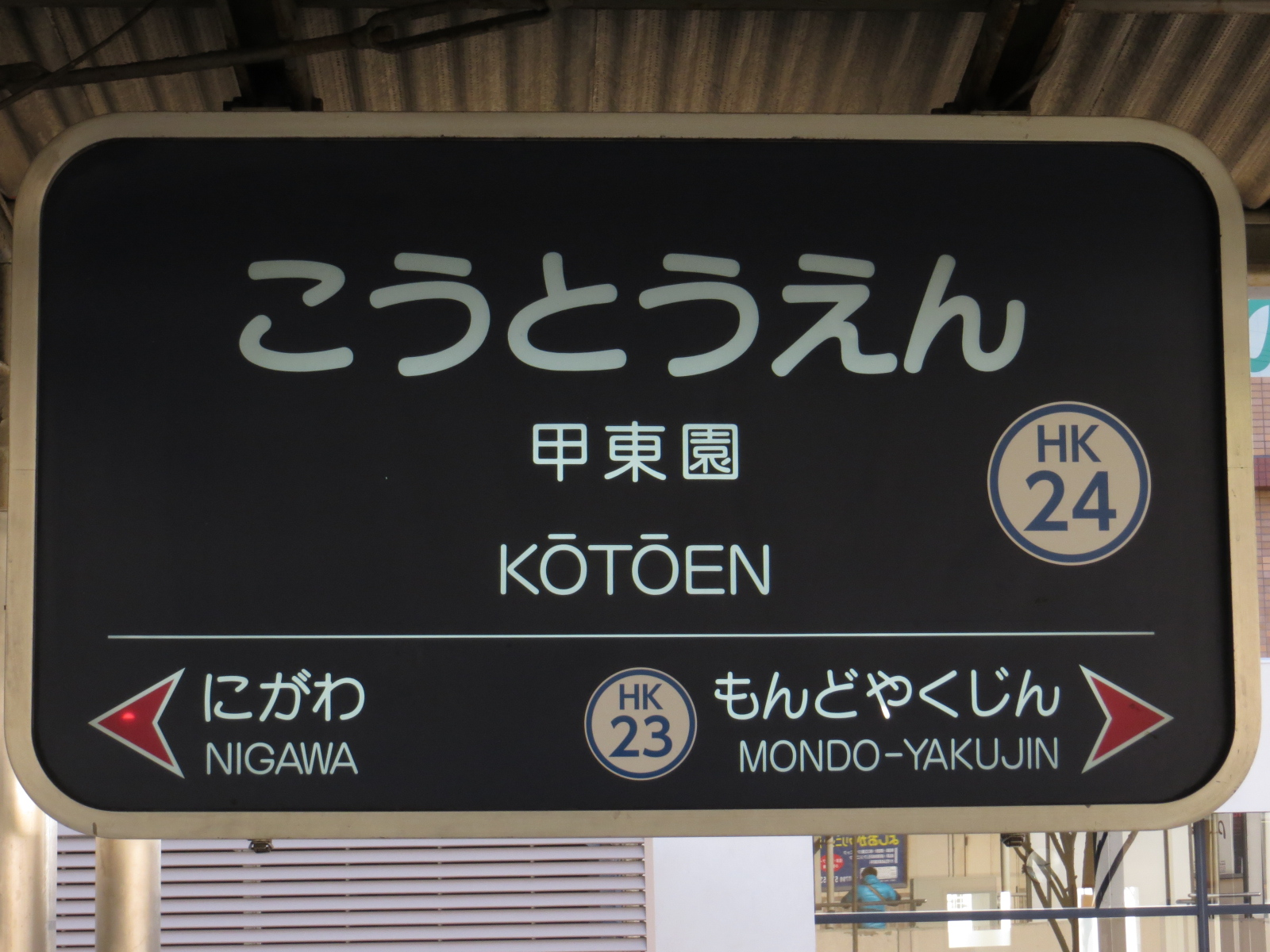
역명판

## 인접역
| 한큐 전철 ■ 이마즈 선(이마즈(북) 선) | 한큐 전철 ■ 이마즈 선(이마즈(북) 선)                | 한큐 전철 ■ 이마즈 선(이마즈(북) 선)             |
| ------------------------------------ | --------------------------------------------------- | ------------------------------------------------ |
| HK-25 니가와 다카라즈카 방면         | ■ 직통특급 "아타고" ■ 준급(우메다 행만 운전) ■ 보통 | 몬도야쿠진 HK-23 우메다・니시노미야키타구치 방면 |